# 41-я армия (Япония)
41-я армия (яп. 第41軍) — группировка сухопутных войск японской императорской армии, находившаяся в годы Второй мировой войны на Филиппинах.
Когда в 1944 году началось освобождение Филиппин, то для обороны главного острова Лусон японский 14-й фронт разделил его на три зоны обороны. 17 декабря 1944 года для обороны южного Лусона была создана отдельная группа войск под командованием генерал-лейтенанта Сидзуо Ёкоямы, которая 6 марта 1945 года была переименована в 41-ю армию.
41-я армия обороняла Манилу, а после поражения в Манильской битве перешла к партизанской деятельности, и занималась этим до окончания боевых действий.

## Список командного состава

### Командующие
|   | Имя                             | С            | По            |
| - | ------------------------------- | ------------ | ------------- |
| 1 | Генерал-лейтенант Сидзуо Ёкояма | 6 марта 1945 | сентябрь 1945 |

### Начальники штаба
|   | Имя                      | С            | По            |
| - | ------------------------ | ------------ | ------------- |
| 1 | Генерал-майор Кэнси Суми | 6 марта 1945 | сентябрь 1945 |